# Arquitectura de l'antic Egipte

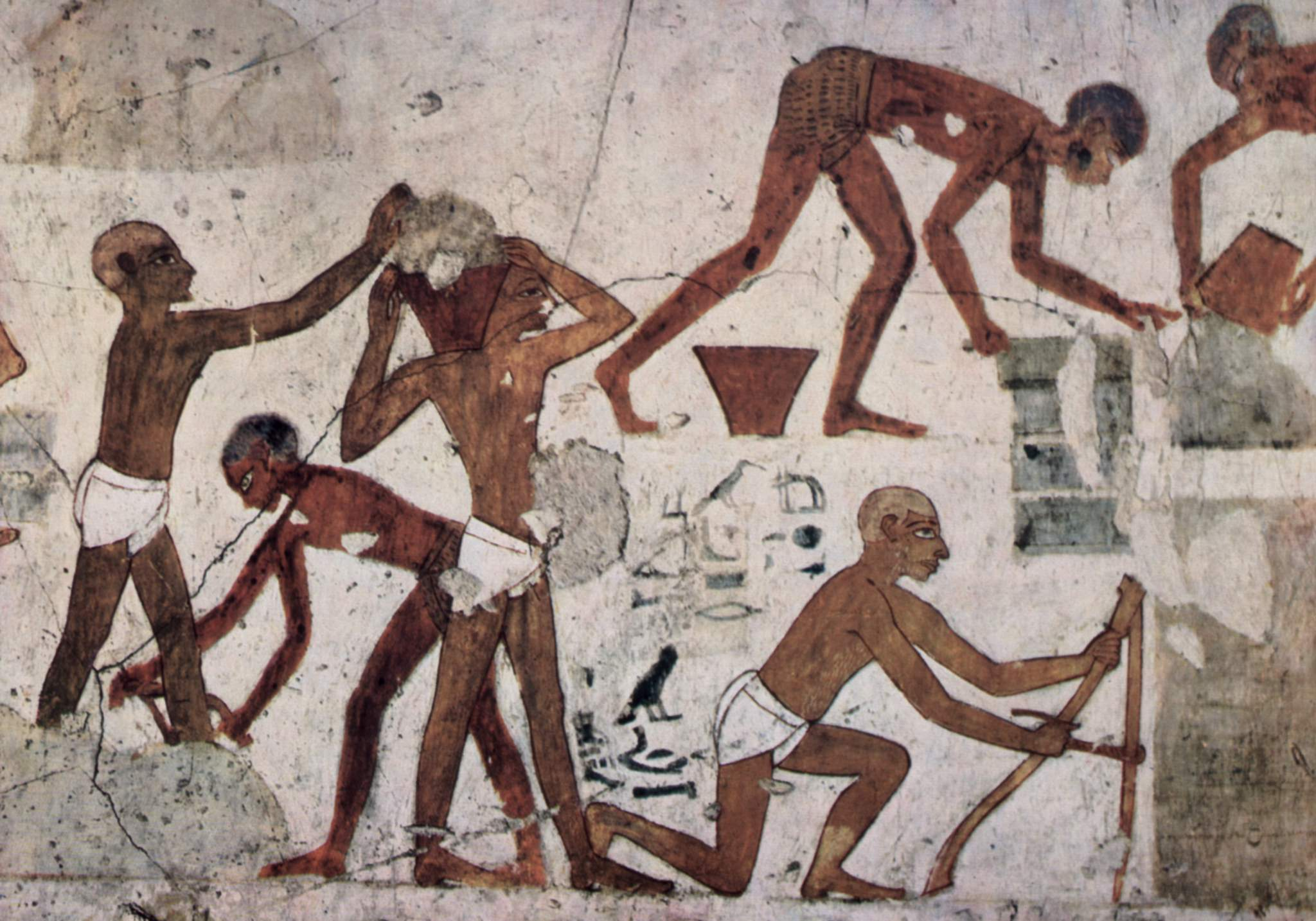
Treballadors egipcis en una tomba

L'arquitectura de l'antic Egipte es caracteritza pels seus monuments de pedra, en grans blocs, amb sòlides columnes. S'aconsegueix gràcies als coneixements matemàtics i geomètrics, l'existència d'artistes i artesans molt experimentats, organitzats i l'abundància de pedra fàcilment tallable. Treballaven pedres calcàries i granítiques, que transformaven en blocs regulars i de superfície llisa (carreus). Les construccions més originals d'aquesta arquitectura són les piràmides, els temples i les tombes. Aquestes obres, colossals i monumentals, pretenien durar eternament i manifestar al llarg del temps el poder del faraó i dels sacerdots.

## El colossalisme arquitectònic
La construcció en pedra es treballa en formes geomètriques (carreus). No són pedres toscament desbastades, com és el cas dels megàlits, sinó que són peces de mesures precises que permeten construir edificis i murs de perfils rectes.
La característica més evident de l'arquitectura de l'antic Egipte és el seu colossalisme: la construcció era desproporcionada amb relació a la seva funció, car no era necessari un monument funerari tan immens per enterrar un faraó, ni els temples egipcis congregaven tantes persones. L'edificació desborda l'escala humana de forma premeditada i s'imposa per la seva grandària a l'ànima dels espectadors i imposa un sentiment de temor.
És una arquitectura allindanada, que desconeix els principis de la construcció en forma d'arc; per tant, es fonamenta, exclusivament, en línies horitzontals i verticals, o com en les piràmides, en una formació en diagonal.
A l'arquitectura religiosa la columna és un element sustentador de la coberta plana i, alhora, un element decoratiu que recorda la forma vegetal de la palmera, les fulles de lotus o de papirus.

## Tipologies arquitectòniques

### Arquitectura funerària
Les formes d'enterrament eren la mastaba, la piràmide i l'hipogeu. 

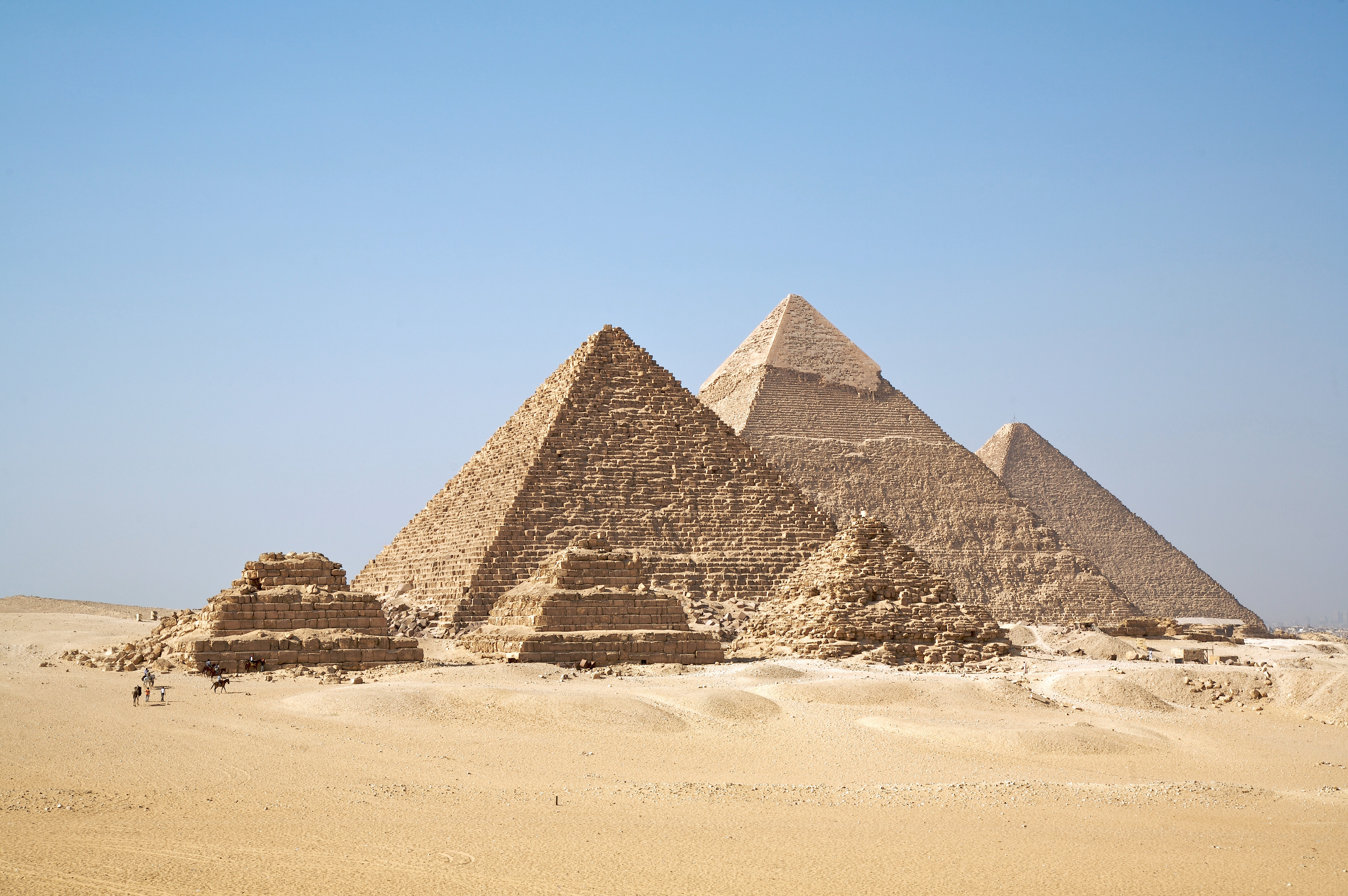
Les piràmides de Guiza: Keops, Kefren i Micerí

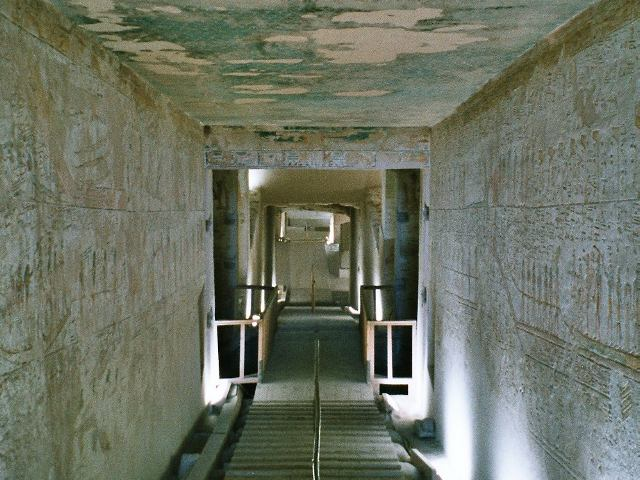
Hipogeu de la vall dels Reis

La forma més antiga d'enterrament és la mastaba, de forma tronco-piramidal. Cap a l'any 3000 aC és la tomba dels personatges notables, sacerdots o nobles, i dels primers faraons. L'acumulació de poder i el desig de grandesa en la figura del faraó donen lloc a la superposició de mastabes per distingir la tomba del rei; així neix la piràmide esglaonada, una piràmide de diferents nivells.
Les terres de l'Alt i el Baix Egipte es van unir en un sol regne cap al 3150 aC, i el període posterior a la unificació de les corones va ser un període de prosperitat, marcat per l'inici de la Tercera Dinastia i el Regne Antic d'Egipte en 2686 aC., i caracteritzat pel canvi revolucionari en l'arquitectura acompanyat dels efectes sobre la societat egípcia i l'economia dels projectes de construcció a gran escala. La residència reial, va romandre a Ineb Hedj, el nom egipci de Memphis.
A partir del 2700 aC, la piràmide de parets llises distingeix la tomba faraònica de les dels grans dignataris. Corresponen a la IV dinastia les grans piràmides de Guiza (entre el 2600 i el 2500 aC); la més imponent és la de Keops (de 137 metres), que sobresurt al costat de les de Kefren i Micerí. Les piràmides eren, generalment, la part principal de les necrópolis. L'interior de les piràmides és un conjunt de galeries, pous i cambres, extraordinàriament complicat, a fi d'evitar el saqueig dels riquíssims aixovars.
Durant la XVIII dinastia, el centre polític de l'antic Egipte es trasllada al sud, a Tebes, a la Vall dels Reis, on es construeix un nou tipus de tomba excavada en el vessant d'una muntanya, dins la roca. És l'hipogeu. Aquest manté la disposició interior laberíntica, però s'enriqueix amb pintures i les tombes posseeixen un aixovar molt ric, com en el tresor de Tutankamon.

### Arquitectura religiosa

#### Temples
Cap a l'any 1580 aC, la XVIII dinastia impulsa, també, la construcció de temples immensos. La grandiositat d'aquests espais és enlluernadora en un intent de glorificar els déus i els sobirans. Influenciats pel paisatge horitzontal, a l'antic Egipte es cobriren els temples amb una estructura amb llindes, sistema que implicava la utilització d'abundants columnes inspirades en la natura.
Els reis guerrers, com els Ramsès i Tutmés, són els impulsors dels temples gegantins, que s'adeqüen als nous ideals de domini territorial Ramsès II acaba el temple de Luxor, i Tutmés III manà edificar el de Karnak. Els atris, els patis, les columnes i les escultures enormes produeixen una sensació de poder.

#### Speos

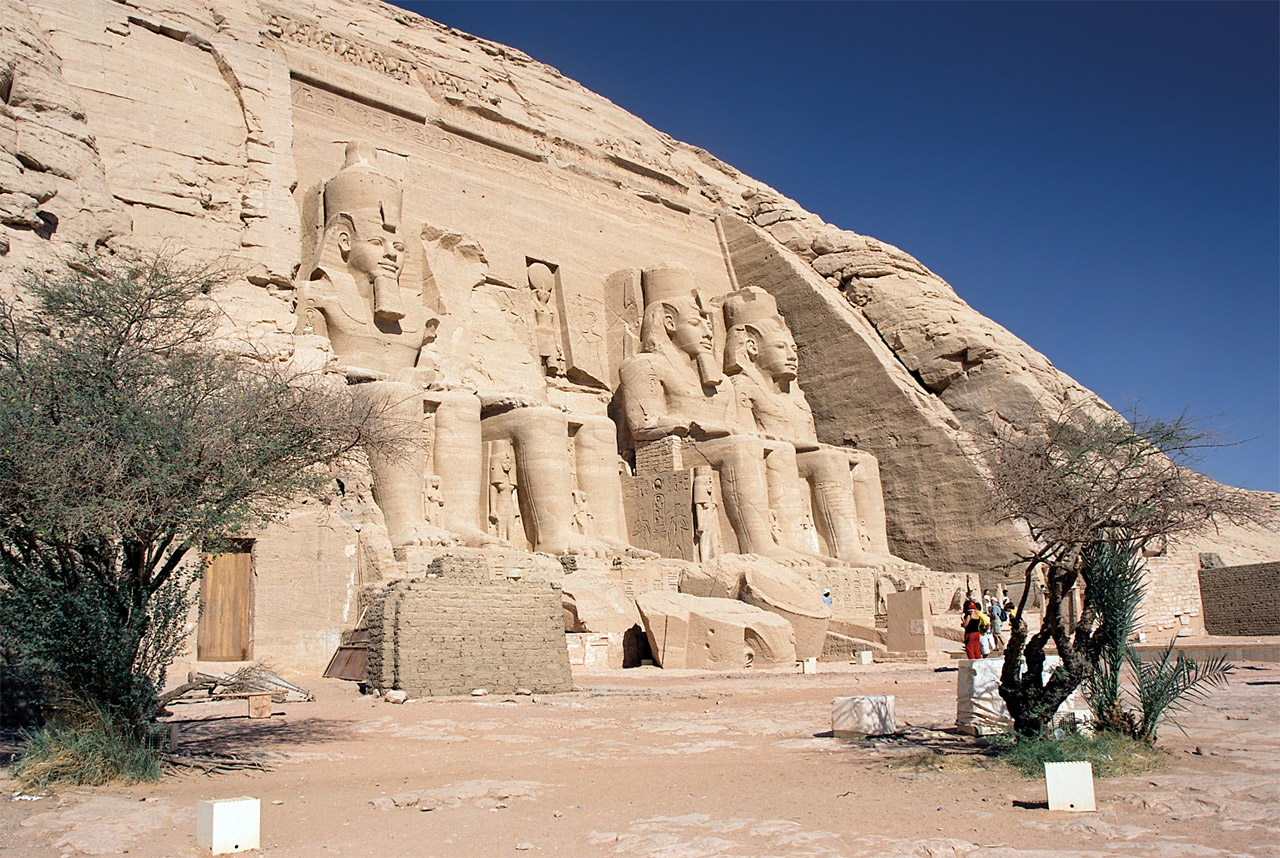
Speos de Ramsés II a Abu Simbel

Als volts de 1500 aC, la reina Hatshepsut mana construir temples excavats en l'interior d'un turó com el de Deir el-Bahari. És el tipus de temple anomenat speos, que repeteix Ramsès II a Abu Simbel i que pot ser considerat l'antecedent de l'esperit grec quant al propòsit de fondre la bellesa de l'arquitectura amb la de l'espai natural.